# American Idiot (nummer)
American Idiot is een nummer van de Amerikaanse punkrockband Green Day. Het is de eerste single van hun zevende studioalbum uit 2004 dat dezelfde naam draagt als het nummer. Op 31 augustus dat jaar werd het nummer op single uitgebracht.

## Achtergrond
Na ruim een half decennium geen hits meer te hebben gescoord, had Green Day met "American Idiot" een keiharde comeback gemaakt. In het nummer zingt Billie Joe Armstrong met 'gemengde gevoelens' over het beleid van de toenmalige Amerikaanse president George W. Bush, die in 2004 werd herkozen voor een tweede termijn.
In tegenstelling tot het album, flopte de single in thuisland de Verenigde Staten met een 61e positie in de Billboard Hot 100. Daarentegen werd in Canada de nummer 1-positie behaald. In Australië en Nieuw-Zeeland werd de 7e positie bereikt, Duitsland de 28e, Italië de 13e, Ierland de 12e en in het Verenigd Koninkrijk werd de 3e positie bereikt in de UK Singles Chart.
In Nederland was de single destijds niet zo succesvol; de single bereikte de Nederlandse Top 40 op Radio 538 niet, maar bleef op een 4e positie steken in de Tipparade. De single 
werd wél een radiohit en piekte op een 21e positie in de publieke hitlijst; de Mega Top 50 op 3FM. In de B2B Single Top 100 werd de 37e positie bereikt.
In België werden de beide Vlaamse hitlijsten niet bereikt.

## NPO Radio 2 Top 2000
| Nummer met noteringen in de NPO Radio 2 Top 2000 | '16 | '17 | '18 | '19 | '20 | '21 | '22 | '23 | '24 |
| ------------------------------------------------ | --- | --- | --- | --- | --- | --- | --- | --- | --- |
| American Idiot                                   | 651 | 683 | 570 | 679 | 762 | 794 | 761 | 786 | 661 |

1. ↑  Een vetgedrukt getal geeft de hoogste notering aan.
2. ↑  2016 was het eerste jaar met een notering voor dit nummer.